# Emmislövs landskommun
Emmislövs landskommun var en tidigare kommun i dåvarande Kristianstads län.

## Administrativ historik
Kommunen bildades i Emmislövs socken i Östra Göinge härad i Skåne när 1862 års kommunalförordningar trädde i kraft.
Vid kommunreformen 1952 uppgick kommunen i Broby landskommun som 1974 uppgick i Östra Göinge kommun.

## Politik

### Mandatfördelning i Emmislövs landskommun 1938-1946
| 3 | 17 |

| 19 |

| 2 | 9 | 9 |

| 19 |

| 2 | 9 | 9 |

| 18 |